# UFLA Rugby Team
O UFLA Rugby Team é uma agremiação esportiva brasileira que pratica o Rugby Union. O clube foi fundado no dia 26 de novembro de 2008 e está sediado no município de Lavras, do estado de Minas Gerais.

## História
O time de rugby adota o nome do lugar onde teve início a prática do esporte na cidade de Lavras. A UFLA (Universidade Federal de Lavras) é o local aonde os praticantes da modalidade participam dos treinos e dos jogos. Estudantes e professores fizeram parte da equipe universitária, que em 2010 disputou o Campeonato Mineiro de Rugby. Em 2011 também disputou o Campeonato Mineiro de Rugby
O ano de 2013, o qual a equipe participou pela última vez do Campeonato Mineiro de Rúgbi XV.
Em 2014, ainda em atividade, alguns jogadores do antigo elenco juntaram-se ao time do Varginha Rugby para disputar o Campeonato Mineiro de Rúgbi XV e também a Taça Tupi do mesmo ano. Ainda em 2014, a equipe participou em São José dos Campos da Liga Desportiva Universitária, pela Confederação Brasileira de Desportos Universitários (CBDU), conquistando o terceiro lugar na etapa nacional, atrás das equipes da UNIP, campeã, e UFG, vice-campeã. Também participou do Campeonato Mineiro de Rugby Sevens, nas etapas de Nova Lima e Elói Mendes.
No ano de 2015, para disputar o Mineiro XV, a equipe juntou-se com a UFSJ Rugby, a qual voltava para a primeira divisão do Rugby mineiro, e contava com atletas dos times de Barbacena (Bruttus) e Juiz de Fora (Capivaras). O novo time chama-se Federal Rugby, o qual chegou até as semi-finais do campeonato de 2015, contra o Varginha Rugby. Já nos jogos Universitários, desta vez em Goiânia, repetiu o terceiro lugar, após um jogo duríssimo e decidido na última jogada contra a forte equipe da UnB. O pódio deste ano foi UFG, UFU e UFLA, ouro, prata e bronze, respectivamente.